# 羣英奪寶
《羣英奪寶》（英語：I Am a Thief）是一部1934年的美國犯罪電影，由羅伯特·弗洛里執導。

## 演員
- 瑪麗·阿斯特 飾演 Odette Mauclair
- 里卡多·科爾特斯（英语：Ricardo Cortez） 飾演 Pierre Londais
- 杜德利·迪格斯（英语：Dudley Digges (actor)） 飾演 Colonel Jackson
- 羅伯特·巴拉特（英语：Robert Barrat） 飾演 Baron Von Kampf
- 歐文·皮爾赫爾（英语：Irving Pichel） 飾演 Count Trentini
- 霍巴特·卡凡諾（英语：Hobart Cavanaugh） 飾演 Daudet
- 費迪南德·戈特沙爾克（英语：Ferdinand Gottschalk） 飾演 M. Cassiet
- 阿瑟·艾爾斯沃斯（英语：Arthur Aylesworth） 飾演 Francois
- Florence Fair 飾演 Mme. Cassiet
- 法蘭克·賴歇爾（英语：Frank Reicher） 飾演 Max Bolen
- 約翰·雷（英语：John Wray (actor)） 飾演 Antonio Borricci
- 奧斯卡·愛普菲爾（英语：Oscar Apfel） 飾演 Auctioneer
- 未宣布演員包括克萊·克萊門特（英语：Clay Clement）和吉諾·科拉多（英语：Gino Corrado）

## 外部連結
- 互联网电影数据库（IMDb）上《羣英奪寶》的资料（英文）